# Bothrops ayerbei
Espèce
Bothrops ayerbei est une espèce de serpents de la famille des Viperidae. 

## Répartition
Cette espèce est endémique du département de Cauca en Colombie. 

## Description
C'est un serpent venimeux.

## Étymologie
Cette espèce est nommée en l'honneur de Santiago Ayerbe González.

## Publication originale
- Folleco-Fernández, 2010 : Taxonomía del complejo Bothrops asper (Serpentes: Viperidæ) en el Sudoeste de Colombia. Revalidación de la especie Bothrops rhombeatus (García 1896) y descripción de una Nueva Especie. Revista Novedades Colombianas, vol. 10, n. 1, p. 33-70 (texte intégral).